# Шалом Ханох

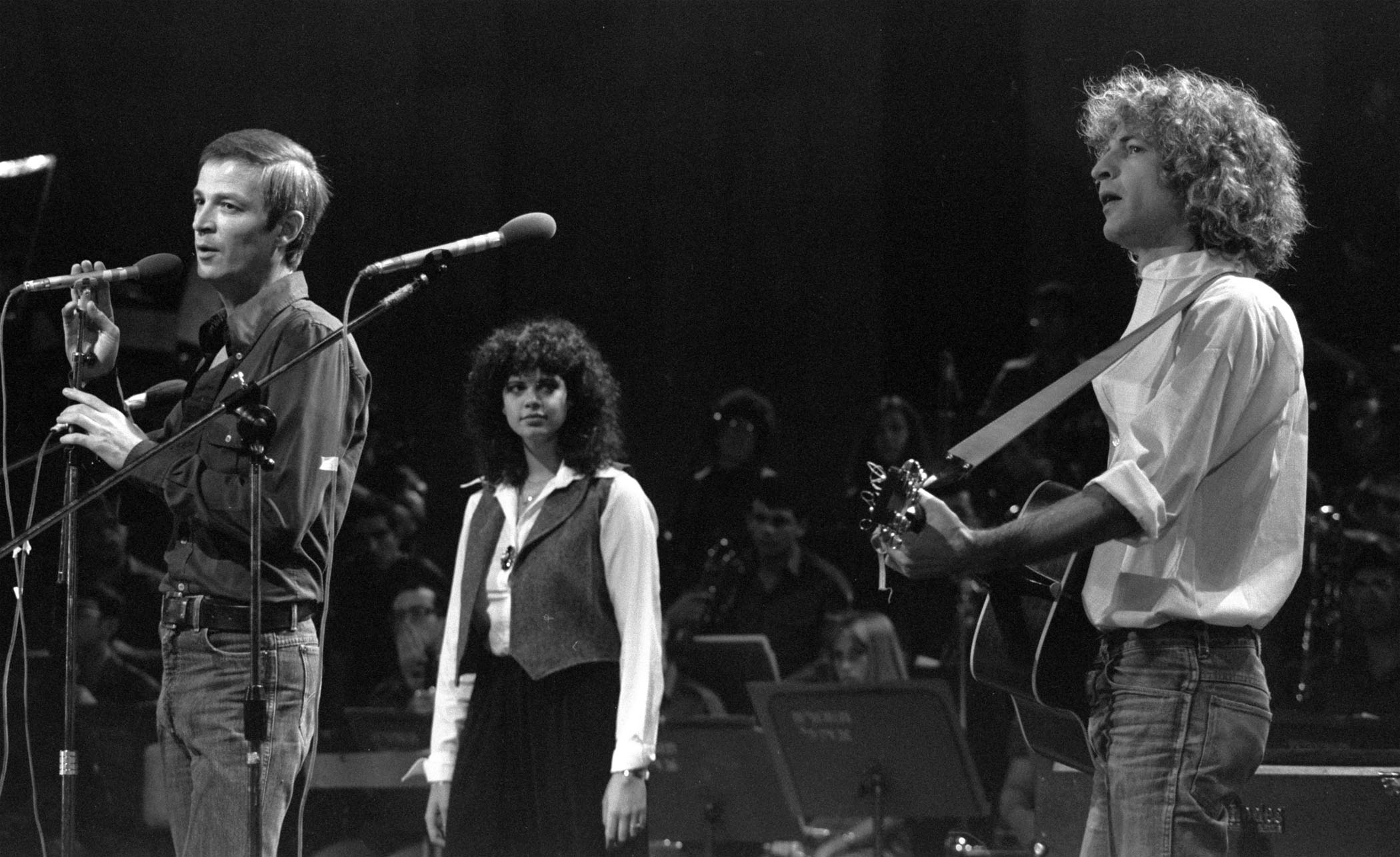
Шалом Ханох та Арік Айнштейн (1979)

Шалом Ханох (івр. שלום חנוך; 1 вересня 1946, кібуц Мішмарот, Ізраїль) — ізраїльський рок-співак, пісняр та композитор.
Він вважається «батьком ізраїльського року» та одним із найбільш важливих виконавців у цьому жанрі. Його роботи суттєво вплинули на ізраїльський рок та сучасну музику країни. Його співпраця із Аріком Айнштейном принесла перші рок-альбоми Ізраїлю. Його часто називають «королем ізраїльського року».

## Біографія
Шалом Ханох народився 1 вересня 1946 року у кібуці Мішмарот. Ще у дитячому віці він цікавився музикою, слухав різні жанри (від класики до російської народної музики, музики госпел і блюзу).
Дванадцятирічним він отримав свою першу джазову гітару і почав складати власні пісні. До 14 років він завершив свою першу пісню — «Ніч» (івр. לילה). Він написав більше пісень у співпраці із іншим членом кібуцу, Меір Аріель, і приєднався до місцевого гурту «ГаМішмарон». Пісні того часу включають «Трав'яна легенда» (Agadat Deshe), «Ми підемо на пляж» (Nisa LaYam), «Вії» (Risim) та «Останній день» (Yom Acharon). У 16 років він почав брати уроки у школі мистецтв у Бейт Цві.

### Військовий ансамбль«Нахаль»
Хоча на той момент він був більше зацікавлений у виконанні, ніж у створенні музики, Ханоха взяв на роботу військовий ансамбль «Нахаль», коли хлопцеві виповнилося 18. Він написав кілька пісень під час служби. Ханоха було демобілізовано в 1968 році, але не раніше, ніж він взяв участь у записі альбому вибраних пісень ансамблю, до якого ввійшли перезаписи хітів 1950-х та 1960-х років. Альбом називався «Молодці, Нахаль». У цьому альбомі Ханох співав Mitria Bishnaim разом із зіркою ансамблю, Шула Чен. Вони обидва були згадані на обкладинці, що було новацією для записів військового ансамблю.

### До рок-музики
1967 року Шалом виступав із High Windows club у Тель-Авіві. Саме там він познайомився з Аріком Айнштейном, який на той час уже був зіркою в Ізраїлі. Під враженням від побаченого й почутого, Айнштейн запропонував, щоб Ханох писав пісні для нього. Перший EP, Hagar, випустили того ж року, там було чотири композиції Ханоха у виконанні Айнштейна.
Для Ханоха великим успіхом став другий альбом Айнштейна Mazal Gdi, випущений 1968 року, до нього увійшли лише пісні, написані Ханохом. Він також написав тексти для шести композицій. Співпраця між ними тривала і під час Ізраїльського пісенного фестивалю (Festival HaZemer), де Айнштейн виконував пісні Ханоха. Але складна, незвичайна пісня «Прага», що оповідала про радянське вторгнення в столицю Чехії, не була добре прийнята глядачами. 1969 року Ханох, Ханан Йовель, також колишній член ансамблю «Нахаль», разом із Бенні Амдурським заснували групу «ГаШлошарім» (івр. השלושרים). Шалом написав багато пісень групи. У ці роки він також написав багато пісень для інших виконавців.

### Рок-революція
У 1970 році Арік Айнштейн, Шалом Ханох та The Churchills створили новий ізраїльський звук під впливом англо-американського рок-н-ролу. В альбомі «Равлик», для якого Ханох написав усі пісні, це відобразилося вперше. Однією з найвідоміших пісень цього альбому є «Що Ти робиш, коли прокидаєшся зранку» (Ma Ata Ose KsheAta Kam Baboker). The Churchills, які грали більшість пісень, виконували музику під впливом психоделічного року кінця 1960-х, і це проявилося у композиціях. Тексти теж були інновацією в ізраїльській музиці. Слова були написані звичайною, а не офіційною та формальною мовою, що була традиційною для ізраїльських пісень. В альбомі також була і більш традиційна пісня — «Балада про Йоеля Моше Саломона» (HaBalada Al Yoel Moshe Salomon).
«Пластилін», другий альбом, було записано за чотири місяці після випуску першого. Шмулік Краус та Джосі Кац, два виконавці, що працювали із Айнштейном, теж взяли участь у записі та написанні музики. Того ж року Ханох написав пісню і склав музику для фільму Урі Зогара Hitromemut. 1971 року Ханох прилетів до Лондона, щоб розпочати міжнародну кар'єру.

### Міжнародна кар'єра
У Лондоні Шалом підписав контракт із продюсером і музичним видавцем Діком Джеймсом, який працював із Елтоном Джоном. 1971 року Ханох записав сольний альбом англійською мовою — «Shalom». Альбом було записано й продюсовано компанією звукозапису Джеймса, DJM, з групою підтримки Елтона Джона. Платівка включала пісні, написані Ханохом в Ізраїлі і перекладені англійською, а також включала нові композиції. Деякі з них стали більш відомими в Ізраїлі кілька років по тому, коли вони були перекладені на іврит і з'явилися в його сольних альбомах, і в альбомі його нового гурту «Тамоз». Ханох повернувся до Ізраїлю в 1973 році, він стверджував, що йому було важко досягти успіху в інших країнах, і писати англійською мовою йому не підходить. 1976 року CBS випустила альбом в Ізраїлі. Альбом розкупили дуже швидко, CBS не випускала більше копій альбому і він пізніше не перевипускався.

### В Ізраїлі

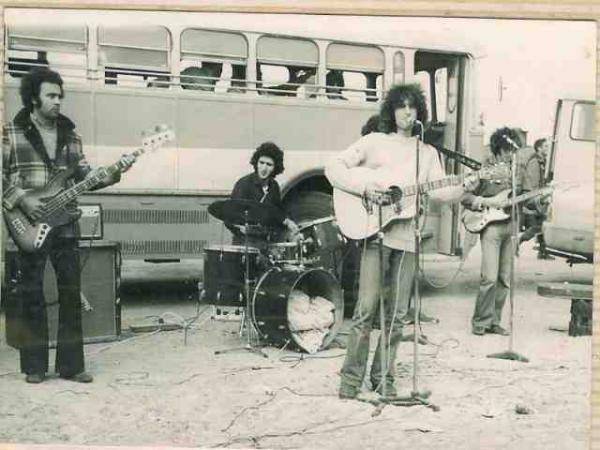
Шалом Ханох біля мікрофона, виконуючи пісню для солдат під час війни Судного дня (1973)

Після повернення він та Аріель Зільбер заснували гурт Тамуз, який став найбільш значимим роковим гуртом у другій половині 1970-х в Ізраїлі. Єдиний альбом групи — «Кінець сезону помаранч» (івр. סוף עונת התפוזים)(1976) — став віхою у розвитку ізраїльського року. «Тамуз» вирушили в успішний концертний тур, але організаційні витрати були дуже значними і гурт втратив кошти. Після того вони вирушили на останній успішній тур, який окупив частину витрат команди. Група розпалася через погане фінансування та незадоволення Зілбера музичним жанром гурту. У 1983 році «Тамуз» тимчасово знову зійшлися для кількох турів, а також виступили разом у 2000 році, на роковинах від смерті Меїра Аріеля.

### «Людина у собі»
Після розпаду «Тамоз» Ханох випустив свій перший сольний альбом на івриті — «Людина у собі» (івр. אדם בתוך עצמו). Пісні були тихі та мінорні, серед них однойменна «Людина у собі», «Іноземне місто» (Ir Zara), «Подорож до Яффи» (Tiyul LeYafo) і «Просто танець» (Rack Lirkod). Більшість із цих пісень оповідають про життя Ханоха після неприємного розлучення з дружиною. 1978 року Ханох виступав на фестивалі в мошаві Невіот. Цей виступ був дуже успішним і зробив його популярним рок-співаком. У цей час Ханох записав пісню — «Воно того варте» (Haya Kedai), яка стала дуже популярною.
1979 року Арік Айнштейн та Шалом Ханох вирушили у спільний тур. Виступ було записано у Палаці культури і випущено як «Айнштейн та Ханох наживо» (Arik Einstein VeShalom Hanoch BeHofa'a Meshutefet). Цей альбом містив нові пісні обох артистів, два попурі (майже 20 хвилин кожен) їхніх найкращих пісень з альбомів 1970-х років.
В 1980 році Ханох випустив альбом Айнштейна «Пісні Саші Арґова» (MiShirei Sasha Argov). Того ж року він написав слова і музику пісні Shir Lelo Shem для Єгудіт Равіц, на пам'ять про свого племінника Авшалома, у листопаді. Ханох також написав декілька пісень для альбому Айнштейна «Озброєні окулярами» (Hamush BeMishkafaim) та написав музику для дуже відомої пісні Нуріт Ґалрон — Ki HaAdam Etz HaSade.

### «Біле весілля»

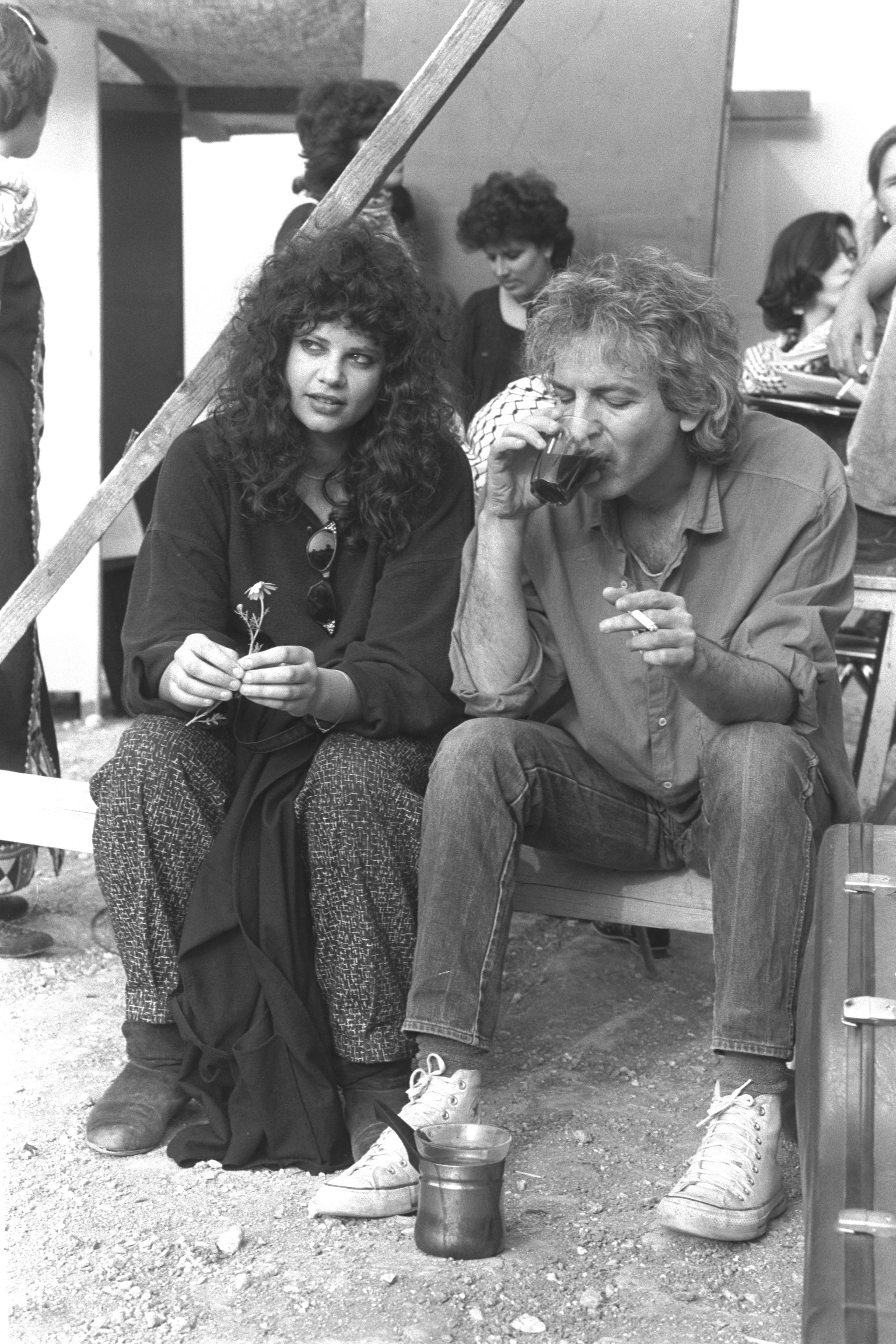
Шалом Ханох та Дафна Армоні (1985)

1981 року Ханох створив свій найзначиміший альбом — «Біле весілля» (івр. חתונה לבנה). Він відрізнявся від його попередніх альбомів дуже похмурим звучанням. І для цього альбому Ханох вперше заспівав у тій манері, що стала його знаковою (на початку кар'єри він співав тенором). Пісні дуже складні, про розлучення Ханоха, його стосунки, гроші та успіх. Альбом не мав комерційного успіху протягом перших кількох років після випуску, але вважається творінням сучасного, важкого року на івриті.

### 1980-ті
1983 року Ханох записав альбом «На поверхні землі» (івр. על פני האדמה) про людину та природу. Альбом містив три нові пісні та перезаписи старих пісень. В 1985 році він записав свій найбільш успішний альбом — «Чекаючи на Месію» (івр. מחכים למשיח). У ньому були політично-соціальні пісні: «Чекаючи на Месію» описувала крах фондового ринку Ізраїлю; «Не зупиняється на червоне світло» (Lo Otzer BeAdom) була написана про Ліванську війну. В альбомі також були особисті пісні та любовні пісні. Продюсерами альбому були Ханох та Моше Леві, який після цього став його музичним партнером. Ханох планував тур з невеликими залами, але зрештою ризикнув виступити на чотирьох шоу на стадіонах. 1988 року Ханох створив інший альбом — «Лише людина» (івр. רק בן אדם), який не був дуже успішний, оскільки частково був англійським.

### 1990-ті

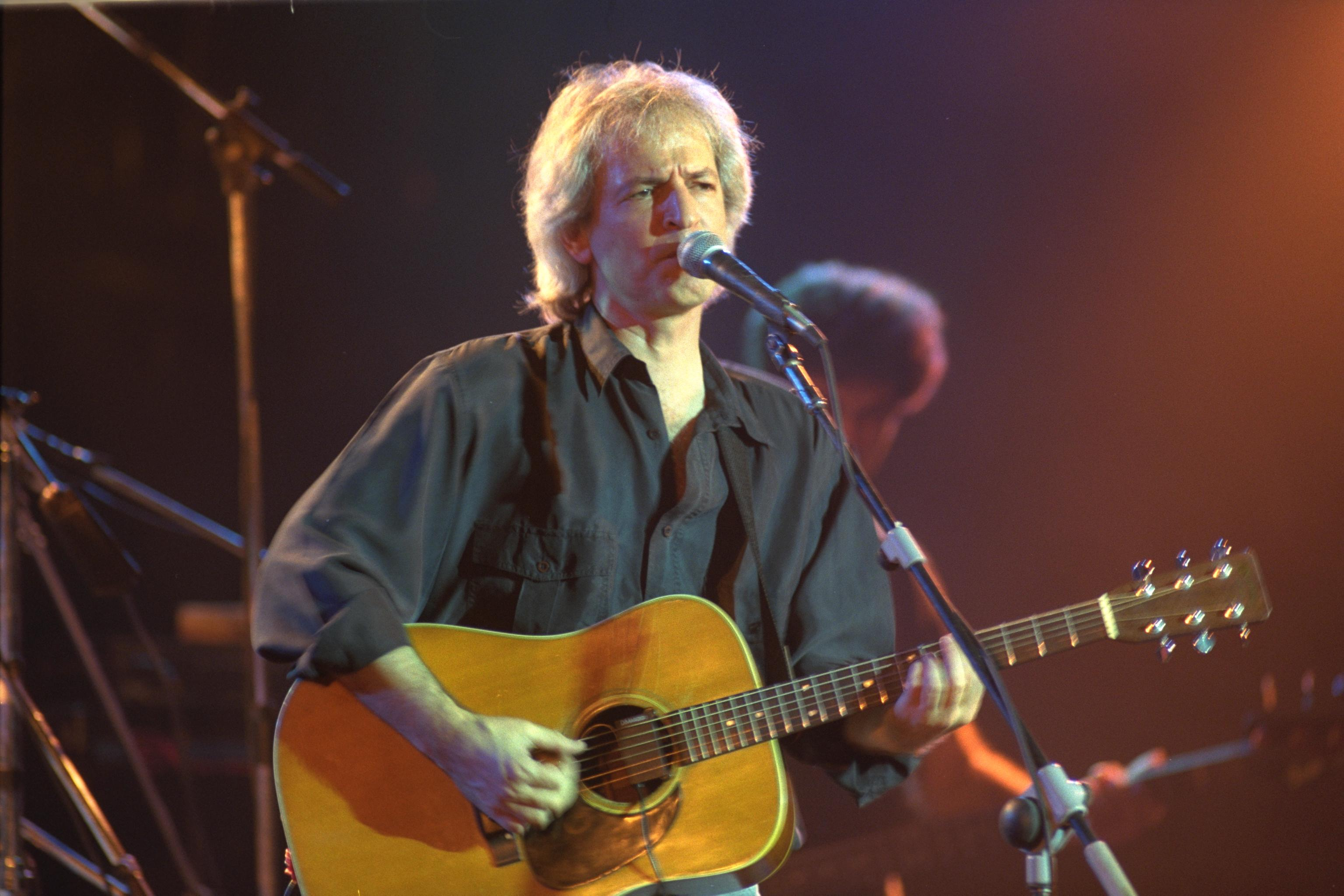
Шалом Ханох (1992)

1991 року Ханох записав альбом «Цього разу» (івр. בגלגול הזה), який став популярним. Одна з пісень — «Так-сяк» (Kacha VeKacha) — задумувалася як жарт, але стала дуже відома.
В 1992 році Ханох випустив збірку пісень, частково із шоу у прямому ефірі «Не можу спати зараз» (івр. לא יכול לישון עכשיו). 1994 року він записав «Жорстокість» (івр. א-לי-מות); В 1997 році — «Кожного вечора» (івр. ערב ערב), який також містив кілька перекладених пісень із його англомовного альбому. Того ж року він написав «Прощавай, друже» (Shalom Haver), на пам'ять про прем'єр-міністра Їцхака Рабіна, для альбому Айнштейна LeAn Parhu HaParparim. Це була перша співпраця між ними після 17-тирічної перерви. 1999 року вони випустили спільний альбом — «Мускат» (івр. מוסקט).

### Нове тисячоліття

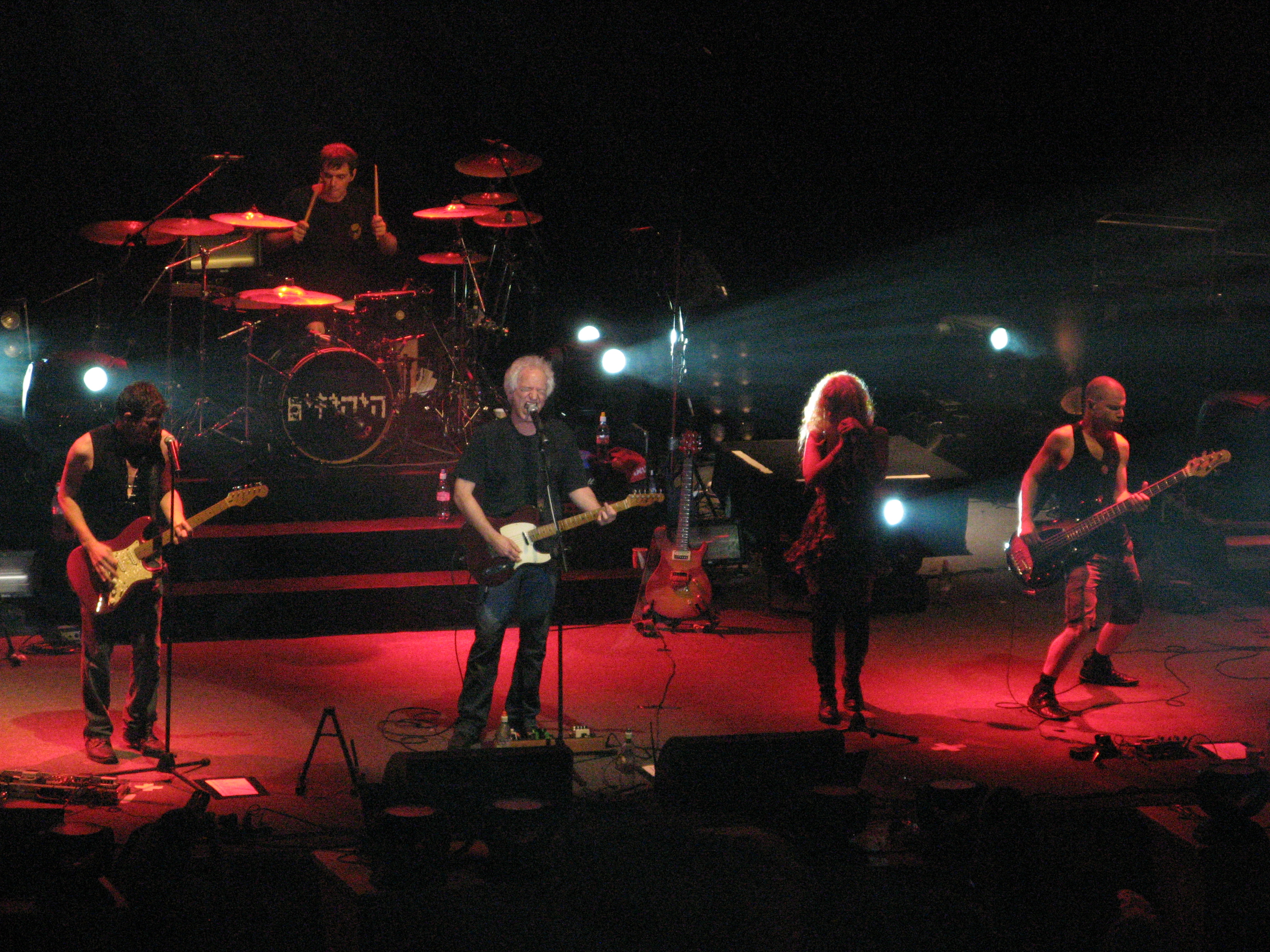
Шаблом Ханох та гурт «ГаЄгудім» (2010)

2001 року незалежний лейбл «C90» випустив бутлег із туру Ханоха з альбомом «Біле весілля». Альбом, який було випущено у 20 нумерованих примірниках під назвою «Lavan Shel Hatuna», містив запис концерту у театрі «Гадар» у Ґіватаїмі у січні 1982 року. Наступного, 2002 року, на 25-тиріччя після виходу «Людина у собі», альбом було перевипущено із бонусною піснею, записаною 2000 року із Давидом Брозою. У 2003 році Ханох записав «Світло Ізраїлю» (івр. אור ישראלי) з рок-гуртом «Monica Sex». Найбільше виділилися пісні Ahavat Neuray, Hayom, Rosh Hamemshala та пісня-тема альбому.
2004 року випущено записи туру «Вихід» (івр. יציאה) як концертний альбом. Наприкінці року вийшов збірник із п'яти дисків, підсумовуючи його творчість до цього моменту. Влітку 2005 року Ханох разом із Шломо Арці вирушили в успішний тур Hitchabrut, після якого випустили подвійний альбом та DVD. Ханох та Арці написали пісню Ani RoE Otach спеціально для туру.
З 2005 року Ханох регулярно виступав у Барбі клубі у Тель-Авіві із шоу «Нічні тварини» (Hayot Layla), назву програма отримала через те, що зазвичай виступи відбувалися дуже пізно вночі. Шоу було записано та випущено на DVD у 2009 році.
2008 року Ханох зіграв самого себе у комедійному шоу «Red Band», що розповідає про ізраїльську музичну індустрію.
У 2009 році Ханох випустив альбом «Шалом Ханох», музичними продюсерами якого виступили Моше Леві та Еял Кацав. Пісні Ptuchim Leahava, Elohim та Omeret Li La'Ad були випущені як сингли перед альбомом.
У вересні 2009 року його пісня «Чекаючи на Месію» отримала титул «Найкраща пісня усіх часів» у святковому випуску «Yedioth Ahronot»

### 2010-ті

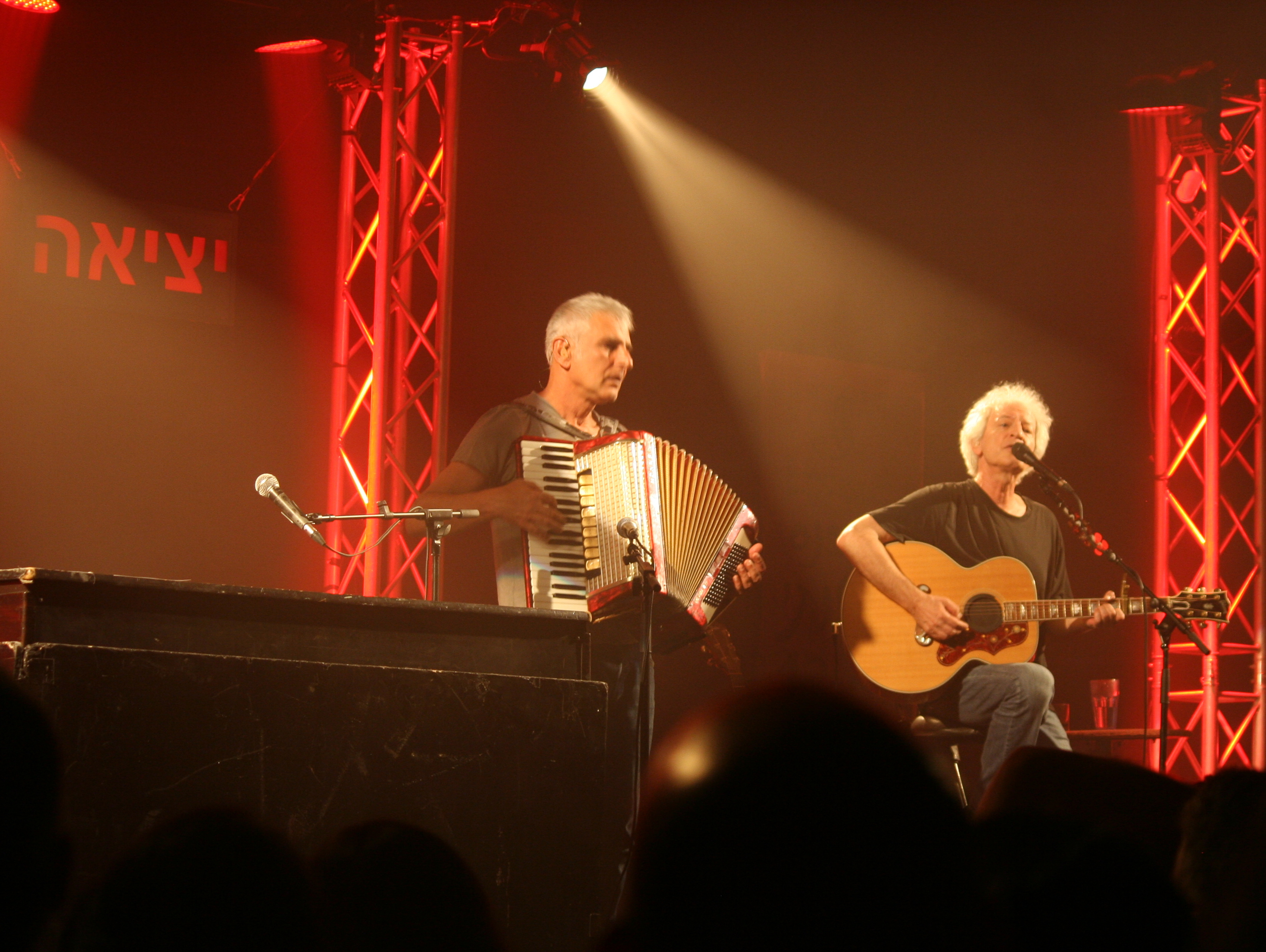
Шалом Ханох та Моше Леві (2012)

2010 року Шалом Ханох вирушив у концертний тур «Чотири станції» (Arba Tachanot), що веде через віхи у його кар'єрі. Перша станція присвячена альбомам «Равлик», «Пластилін» та «Shalom»; друга — альбомам «Людина у собі» та «Кінець апельсинового сезону»; третя станція фокусується на «Біле весілля» та «На поверхні землі»; а четверта — на «Чекаючи на Месію» та «Лише людина». Неочікуваними гостями цих концертів були і Єгуд Банай, Беррі Сахаров, Ріта, Авів Ґефен, Том & Оріт Петробер («ГаЄгудім»), Нінет Таєб, Ромі Ханох, Асаф Амдурскі, Дана Берґер, Ізгар Ашдот та Керен Пелес. Концерти було записано й випущено концертний альбом із 4 CD, також він вийшов на DVD.

## Дискографія
| - 1970 — «Равлик» (івр. שבלול) (із Аріком Айнштейном) - 1970 — «Пластилін» (івр. פלסטלינה) (із Аріком Айнштейном) - 1971 — «Shalom» - 1977 — «Людина у собі» (івр. אדם בתוך עצמו) - 1981 — «Біле весілля» (івр. חתונה לבנה) - 1983 — «На поверхні землі» (івр. על פני האדמה) - 1985 — «Чекаючи на Месію» (івр. מחכים למשיח) - 1988 — «Лише людина» (івр. רק בן אדם) - 1991 — «Цього разу» (івр. בגלגול הזה) - 1992 — «Не можу спати зараз» (івр. לא יכול לישון עכשיו) - 1994 — «Жорстокість» (івр. א-לי-מות) - 1997 — «Кожного вечора» (івр. ערב ערב) - 1999 — «Мускат» (івр. מוסקט) (із Аріком Айнштейном) - 2002 — «Людина у собі» (видання до 25-тиріччя) - 2003 — «Світло Ізраїлю» (івр. אור ישראלי) (з «Monica Sex») - 2004 — «Равлик» (доповнене видання) - 2009 — «Шалом Ханох» - 2015 — «Випадковість і помилка» (івр. המקרה והטעות) - 2016 — «Зум» (івр. זום) | - 1969 — «ГаШлошарім» (івр. השלושרים) - 1991 — «ГаШлошарім» (реліз першого CD) - 2002 — «ГаШлошарім» (реліз другого CD) - 1976 — «Кінець апельсинового сезону» (івр. סוף עונת התפוזים) - 1989 — «Кінець апельсинового сезону» (реліз першого CD) - 2006 — «Кінець апельсинового сезону» (доповнене видання) - 1978 — «Наживо» (івр. בהופעה חיה) - 1980 — «Айнштейн та Ханох наживо» (івр. אריק איינשטיין ושלום חנוך בהופעה) - 1989 — «Концерт Ханоха — справжній роман» (івр. שלום חנוך בהופעה — רומן אמיתי) - 2003 — «Вихід» (івр. יציאה) - 2005 — «Шломо Арці та Шалом Ханох у Кесарії» (івр. שלמה ארצי ושלום חנוך בקיסריה) - 2012 — «Вихід-2» (івр. יציאה 2) - 1995 — MiShirei Shalom Hanoch BaShanim 1969 —1976 - 2004 — «Коробка» (івр. הקופסא) - 2006 — «Вибране» (івр. המיטב) |